# حسین‌آباد علم
حسین‌آباد علم یک روستا در ایران است که در دهستان جلگه ماژان شهرستان خوسف واقع شده‌است. حسین‌آباد علم ۴۱ نفر جمعیت دارد.